# Ichneumon testaceus
Ichneumon testaceus är en stekelart som beskrevs av Franz Paula von Schrank 1837. Ichneumon testaceus ingår i släktet Ichneumon och familjen brokparasitsteklar. Inga underarter finns listade i Catalogue of Life.